# Copa da Palestina
A Copa da Palestina ou Taça da Palestina é uma competição nacional de futebol da Palestina, organizada pela Associação de Futebol da Palestina. Jogada nos moldes da Copa do Brasil, Taça de Portugal, FA Cup, entre outras, é considerado o segundo torneio em termos de importância após o Campeonato da Liga Palestina.
Há duas competições: a Copa da Faixa de Gaza para os clubes da Faixa de Gaza e a Copa da Cisjordânia para os clubes da Cisjordânia. Desde 2015, uma final de duas mãos da Copa da Palestina é disputada entre os vencedores da Copa da Faixa de Gaza e da Cisjordânia.

## Finais
| Temporada              | Região                 | Campeões               | Placar                 | Vice-campeão            | Região                 | Refs                   |                        |
| Final em duas partidas | Final em duas partidas | Final em duas partidas | Final em duas partidas | Final em duas partidas  | Final em duas partidas | Final em duas partidas | Final em duas partidas |
| ---------------------- | ---------------------- | ---------------------- | ---------------------- | ----------------------- | ---------------------- | ---------------------- | ---------------------- |
| 2014/2015              | West Bank              | Ahli Al-Khaleel        | 0-0                    | Al-Ittihad Shejaia      | Gaza Strip             | [ 1 ]                  |                        |
| 2014/2015              | West Bank              | Ahli Al-Khaleel        | 2-1                    | Al-Ittihad Shejaia      | Gaza Strip             | [ 1 ]                  |                        |
| 2015/2016              | West Bank              | Ahli Al-Khaleel        | 1-0                    | Shabab Khan Younes      | Gaza Strip             | [ 2 ]                  |                        |
| 2015/2016              | West Bank              | Ahli Al-Khaleel        | 1-1                    | Shabab Khan Younes      | Gaza Strip             | [ 2 ]                  |                        |
| 2016/2017              | Gaza Strip             | Shabab Rafah           | 2-0                    | Ahli Al-Khaleel         | West Bank              | [ 3 ]                  |                        |
| 2016/2017              | Gaza Strip             | Shabab Rafah           | 0-0                    | Ahli Al-Khaleel         | West Bank              | [ 3 ]                  |                        |
| 2017/2018              | West Bank              | Hilal Al-Quds          | 2-3                    | Shabab Khan Younes      | Gaza Strip             | [ 4 ]                  |                        |
| 2017/2018              | West Bank              | Hilal Al-Quds          | 5-1                    | Shabab Khan Younes      | Gaza Strip             | [ 4 ]                  |                        |
| 2018/2019              | West Bank              | Markaz Balata          | 2-1                    | Markaz Shabab Al Am'ari | Gaza Strip             | [ 5 ]                  |                        |